# Resto VanHarte
Resto VanHarte (officieel: Stichting VanHarte) is een Nederlandse stichting die restaurants met een lokale sociale functie opricht.
Vestigingen van Resto VanHarte bieden gezamenlijke driegangenmaaltijden tegen een lage prijs aan buurtbewoners met als doel het bevorderen van het onderling contact. Het doel is met name voor mensen in een sociaal isolement, waaronder mensen met een laag inkomen en vluchtelingen te bedienen. De eerste locatie werd in 2005 geopend in Den Haag. In 2010 opende Prinses Maxima het 25ste restaurant en in 2017 de 50ste locatie.
Naast de reguliere Resto's richtte de stichting ook KinderResto's op waar kinderen kunnen leren gezond te koken.
De stichting werd in 2004 opgericht door Fred Beekers. Vanaf 2009 wordt ze ondersteund door de Nationale Postcode Loterij en onder meer het Oranje Fonds en het VSBfonds.